# Your Song (chanson d'Elton John)
Cet article concerne la chanson de Elton John. Pour la chanson de EARTH, voir Your Song.
Pour les articles homonymes, voir Your Song.
Singles de Elton John
Take Me to the Pilot
(1970) Friends
(1971)
Your Song est une chanson composée par Elton John et Bernie Taupin, extraite de Elton John, deuxième album de l'artiste, sorti en 1970.
En 2003, elle est classée par le magazine Rolling Stone au 136e rang  parmi les 500 meilleures chansons de tous les temps.
En 1998, Your Song a été incluse dans le Grammy Hall of Fame.

## Écriture
Une anecdote célèbre veut que Bernie Taupin écrivit les paroles juste après le petit déjeuner, un matin sur le toit du 20 Denmark Street (Londres) où Elton John travaillait en tant qu'employé de bureau pour une maison de disques (« I sat on the roof and kicked off the moss. »). Cependant, Taupin l’a réfuté, faisant remarquer que John ne travaillait plus là bas quand ils se sont rencontrés. Il dit : « J'ai griffonné les paroles sur un carnet, sur la table de la cuisine dans l'appartement de la mère d'Elton à Northwood Hills, au moment du petit déjeuner courant 1969. Voilà. Tout simplement. »
La chanson parle d'amour. Elton John n'avait pas encore fait son coming-out, mais Bernie Taupin le savait, ce qui explique en partie pourquoi les paroles n'utilisent pas de pronoms sexués.
La partie instrumentale s'appuie sur une ligne de piano d'Elton John, influencée par Leon Russell, accompagné de guitare acoustique, d'une section de cordes et d'une section rythmique.
La chanson est jouée en mi bémol majeur.

## Musiciens
- Elton John – piano, chant
- Frank Clark – guitare acoustique
- Colin Green – guitare acoustique
- Clive Hicks – guitare 12 cordes
- Dave Richmond – contrebasse
- Barry Morgan – batterie
- Gus Dudgeon – production
- Paul Buckmaster - arrangements des cordes, direction de l'orchestre

## Classements
| Classement (1971)                      | Meilleure position |
| -------------------------------------- | ------------------ |
| Australie (Kent Music Report)          | 11                 |
| Canada (Top Singles)                   | 3                  |
| Canada (Adult Contemporary Tracks)     | 4                  |
| Belgique (Flandre Ultratop 50 Singles) | 16                 |
| États-Unis (Hot 100)                   | 8                  |
| États-Unis (Adult Contemporary)        | 9                  |
| France (IFOP)                          | 3                  |
| Irlande (IRMA)                         | 13                 |
| Nouvelle-Zélande (Listener)            | 18                 |
| Pays-Bas (Nederlandse Top 40)          | 10                 |
| Pays-Bas (Single Top 100)              | 4                  |
| Royaume-Uni (UK Singles Chart)         | 7                  |

| Classement (2007)  | Meilleure position |
| ------------------ | ------------------ |
| Norvège (VG-lista) | 10                 |

| Classement (2012-2013)       | Meilleure position |
| ---------------------------- | ------------------ |
| Autriche (Ö3 Austria Top 40) | 73                 |
| France (SNEP)                | 159                |

## Reprises

### Reprise de Lady Gaga
Singles de Lady Gaga
Joanne
(2018)
En 2018, Lady Gaga reprend la chanson afin de promouvoir l’album Revamp: Reimagining The Songs Of Elton John & Bernie Taupin, le dernier album d'Elton John, réalisé par une quinzaine d’artiste afin de lui donner un dernier hommage avant qu’il n'arrête sa carrière musicale.
Lady Gaga avait déjà repris cette chanson avec Elton John lui-même aux Grammy Awards 2010.

### Autres reprises
Beaucoup d'artistes ont repris ce titre. Entre autres :
- Amaury Vassili (au plateau de Danse avec les stars en 2011)
- Al Jarreau
- Boyzone
- Billy Paul (sur l'album 360 Degrees of Billy Paul (en) en 1972)
- Céline Dion (sur le DVD : Céline Autour du Monde)
- Rod Stewart
- Cher Lloyd (dans X Factor)
- Ewan McGregor (bande originale de Moulin Rouge !)
- Keane
- Yuri Buenaventura (adaptation espagnole : Tu Canción)
- Michel Delpech (adaptation française : C'est Ta Chanson)
- The Streets
- Ellie Goulding (single extrait de Bright Lights)
- Sarah Manesse (dans l'émission X Factor)
- One Direction (dans l'émission X Factor)
- Janet Devlin (dans l'émission X Factor)
- Cameron Mitchell (dans The Glee Project)
- Blake Jenner (dans la série Glee, saison 4 ép. 18)
- Cissy Houston
- Akon
- Janet Devlin
- Petula Clark
- Marc Berthoumieux
- Claudia Pereira
- Dave Edmunds (instrumental)
- Three Dog Night qui l'a sorti sur leur 3e album It Ain't Easy en mars 1970, avant la version d'Elton John.
- Taron Egerton pour le film Rocketman (2019)

## Anecdotes
- John Lennon confia à la presse l'intérêt qu'il portait pour cette chanson. Il rencontra Elton John, à qui il confirma son admiration. Ils devinrent amis. En 1975, John Lennon et Yoko Ono firent d'Elton John le parrain de leur fils Sean[réf. nécessaire].